# Eugène Baugnies
Eugène Baugnies, né le 28 décembre 1841 à Paris où il est mort le 23 janvier 1891, est un peintre français.

## Biographie
Eugène Guillaume Augustin Baugnies est le fils d'Augustin Jean Baptiste Baugnies (1805-1879), négociant, et de Marie Marguerite Thérèse Féré (1813-1854).
Élève de Charles Gleyre et de Mercier[Qui ?], il expose au Salon de 1872 à 1889.
En 1870, il épouse Marguerite Jourdain, Guillaume Denière est témoin du mariage. Le couple donne naissance à trois garçons : Georges (1871-1954), Jacques (1874-1925) et Jean (1878-1934).
Il meurt à son domicile du boulevard Malesherbes à l'âge de 49 ans. Il est inhumé au cimetière du Père-Lachaise.

## Œuvres exposées aux Salons parisiens

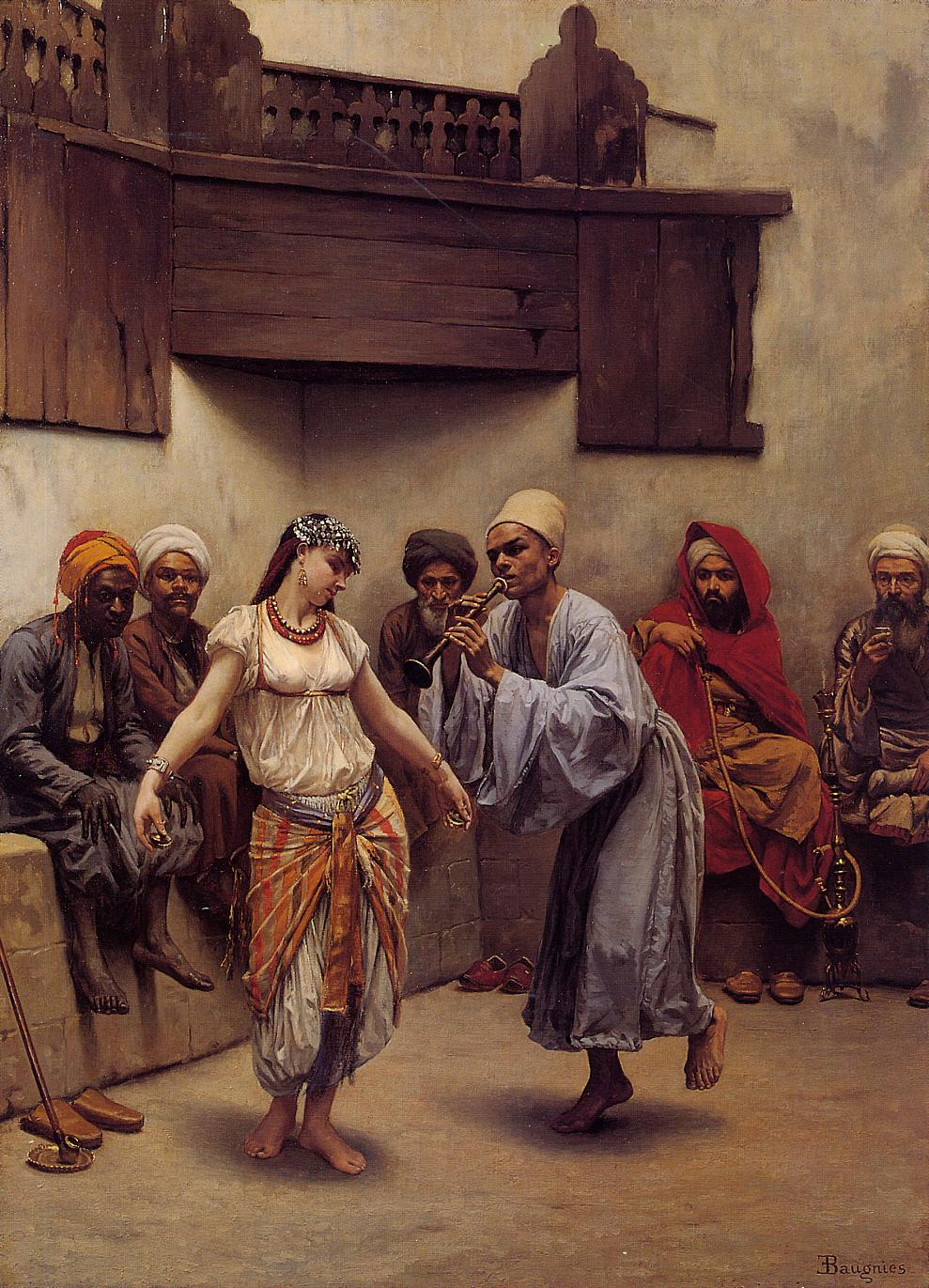
Danse dans un café au Caire, au Salon de 1880.

- Portrait de Mme E. B., au Salon de 1872, aquarelle
- Portrait de Mme *, au Salon de 1872, aquarelle
- Portrait de M. F. J., au Salon de 1873, aquarelle
- Le bazar aux huiles, au Caire, au Salon de 1874
- Le café chez un cheick, au Caire, au Salon de 1874
- Boutique de tailleur, au Caire, au Salon de 1875
- Danse d'almée, dans un café du Caire, au Salon de 1875
- Soldat de la garde étrangère à Tunis, au Salon de 1875 (Blois)
- Sommeil, au Salon de 1876
- Tête d'étude, au Salon de 1876 (Carcassonne)
- Portrait de Mme M. J., au Salon de 1877[8]
- Portrait de Mme E. B., au Salon de 1877[8]
- Bastonnade, à Tanger, au Salon de 1878[9]
- La prière des derviches, au Caire, au Salon de 1879[10]
- Danse dans un café au Caire, au Salon de 1880[11]
- Almée, au Salon de 1881[12]
- Arabe faisant ses ablutions avant d’entrer à la Mosquée ; souvenir d'Alger, au Salon de 1884
- Une orpheline, au Salon de 1884[13]
- Le lac de Wallenstadt (Suisse) ; vue prise de Murg, au Salon de 1884
- Le scieur du sentier ; Suisse, au Salon de 1885
- Portrait de Mme E. B., au Salon de 1886
- Portrait de M. R. G., au Salon de 1886
- Portrait de Mlle I. H., au Salon de 1887
- Portrait de Mme la baronne E. de Montagnac, au Salon de 1888
- Douze dessins pour une illustration de Un début dans la magistrature de Jules Sandeau, au Salon de 1888
- Portrait de M. L., au Salon de 1889

## Autres expositions

### Salon de Gand
- 1874 : Café arabe au Caire[14]
- 1880 :
  - Danse dans un café au Caire[15]
  - Marchande d'oranges au Caire[15]